# Затишье (Буда-Кошелёвский район)
Затишье (бел. Зацішша) — упразднённый посёлок в Октябрьском сельсовете Буда-Кошелёвского района Гомельской области Белоруссии.
В связи с радиационным загрязнением после Чернобыльской катастрофы жители (21 семья) переселены.

## География

### Расположение
В 18 км на восток от районного центра и железнодорожной станции Буда-Кошелёвская (на линии Жлобин — Гомель), 29 км от Гомеля.

### Гидрография
На востоке мелиоративный канал.

## Транспортная сеть
Транспортные связи по просёлочной дороге, затем по шоссе Довск — Гомель. Планировка состоит из короткой прямолинейной улицы, ориентированной с юго-запада на северо-восток и застроенной преимущественно двусторонне, деревянными домами усадебного типа.

## История
Основана в начале XX века переселенцами с соседних деревень. Наиболее активная застройка приходится на 1920-е годы. Во время Великой Отечественной войны погибли 14 жителей деревни. В 1959 году входил в состав совхоза «Краснооктябрьский» (центр — деревня Октябрь).

## Население

### Численность
- 2010 год — жителей нет.

### Динамика
- 1925 год — 22 двора, 113 жителей.
- 1959 год — 99 жителей (согласно переписи).
- конец 1980-х — начало 1990-х — жители (21 семья) переселены.